# Eurysthea ilinizae
Eurysthea ilinizae là một loài bọ cánh cứng trong họ Cerambycidae.